# Maria Kristina av Österrike (1742–1798)

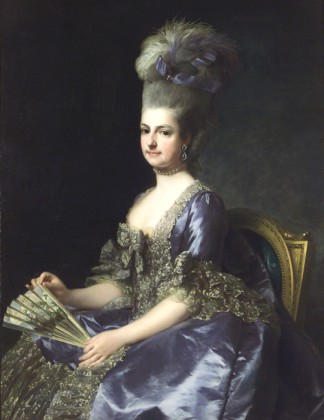
Maria Kristina av Österrike av Alexander Roslin.

Maria Kristina Johanna Josepha Antonia av Österrike född 13 maj 1742, död 24 juni 1798, kallad Mimi, var nominell regerande hertiginna av Teschen från 1766 till 1798, och regent (ståthållare eller generalguvernör) i Österrikiska Nederländerna gemensamt med maken från 1781 till 1793. Hon var dotter till kejsarinnan Maria Theresia och Frans I (tysk-romersk kejsare) och syster till Marie-Antoinette.

## Biografi

### Tidigt liv
Maria Kristina beskrivs som vacker, intelligent och konstnärligt begåvad. Hon var moderns favorit, något som skapade avundsjuka i familjen och orsakade fientlighet mot henne från syskonen. Det gällde särskilt hennes bror Josef II. Hans maka, Isabella av Parma, blev hennes intima vän, skrev kärleksbrev till henne och döpte sin dotter efter henne.
Den dåliga relationen med syskonen gällde även relationen med Marie-Antoinette, som senare skulle komma att behandla henne som vilken statsgäst som helst vid hennes besök till Frankrike, och vägrade visa henne sin privata villa Petit Trianon. Vid Marie-Antoinettes avrättning ska Maria Kristina endast ha anmärkt att Marie-Antoinette aldrig borde ha gift sig.
Maria Kristina skulle bli det enda av Maria Teresias barn som slapp ingå ett politiskt äktenskap och fick gifta sig för kärleks skull, något mycket ovanligt. Vid hennes svägerska Isabellas död 1763 fick hovet besök av prins Albert av Sachsen, som beskrivs som stilig och intelligent, och han och Maria Kristina blev då förälskade i varandra. Meningen var att Maria Kristina skulle giftas bort med prins Benedetto Maria Maurizio av Savojen, något särskilt hennes far önskade eftersom denne var hans systerson, och Albert skulle normalt inte ha varit ett alternativ eftersom han varken var rik eller tronföljare.
Efter faderns död 1765 lyckades hon utnyttja moderns sorg till att få hennes tillstånd att gifta sig med den hon själv ville. Maria Kristina och Albert gifte sig 8 april 1766. Det faktum att modern hade tillåtit henne att gifta sig med en partner hon själv valde skapade ännu mer avund och fientlighet hos hennes syskon.

### Tiden i Ungern
Vid giftermålet gavs makarna gemensamt hertigdömet Teschen, och maken gjordes till fältmarskalk och guvernör i Ungern. Maria Kristina fick också en mycket stor hemgift. Parets relation blev lycklig. De fick endast ett barn, dottern Christina, som föddes och dog 1767, men de adopterade senare en son. Under Alberts tid som Ungerns guvernör levde paret i Ungerns huvudstad Bratislava, där de stod som värdar för ett luxuöst hovliv med många praktfulla fester och täta besök i Wien.
Maria Kristina brevväxlade flitigt med Maria Theresa, som gav henne råd om hur hon borde sköta sitt liv. Maria Kristina och Albert lyckades göra sig populära bland den ungerska adeln, gjorde Bratislava till ett kulturcentrum och grundade en samling av teckningar och gravyrer som senare skulle utgöra kärnan av den så kallade albertinska samlingen.
Mellan 1775 och 1776 besökte paret Italien, där de avlade besök hos Maria Kristinas syskon: Leopold i Florens, Maria Carolina i Neapel, Maria Amalia i Parma och Ferdinand i Milano. De besökte även påven.     

### Ståthållare
År 1780 avled Karl av Lorraine, som varit ståthållare över Österrikiska Nederländerna, och Maria Kristina och Albert utnämndes av Maria Theresa att dela denna post. Innan de hann avresa avled dock Maria Theresa och efterträddes av Maria Kristinas bror Josef, som avskydde dem. Josef bekräftade dock utnämningen för att få henne ur vägen, även om han reducerade den lön modern hade föreskrivit.
Den 3 juni 1781 avreste Maria Kristina och Albert från Wien och den 9 juli höll de sitt officiella intåg som samregerande generalguvernörer i Bryssel. Maria Kristina protesterade förgäves över hur Josef hade missgynnat henne i arvet efter modern. 
Maria Kristina och Albert tilläts inte utöva någon reell makt under sin regeringstid. Josef II hade själv utnämnt deras rådgivare och ministrar och dessa tog sina order från honom och inte från dem och hade till uppgift att utföra Josefs politik. Parets roll blev i stället att signera de order Josef sände från Wien genom deras rådgivare och utföra den politik han befallde genom sina ministrar. Från 1783 sköttes deras politiska uppgifter i praktiken av Josefs minister Ludovico di Carlo Belgiojoso, som blev allt mer impopulär.  
Maria Kristina och hennes make ägnade sig i stället huvudsakligen åt representativa uppgifter, nöjesliv och personliga intressen. De tog emot utländska besökare, ägnade sig åt jakt och lät mellan 1782 och 1784 uppföra slottet i Laeken, där de kompletterade sin berömda konstsamling. De besökte Wien vintern 1785–1786, och därefter Marie-Antoinette i Frankrike. Besöken var i båda fall kyliga: Josef lät inte övertala sig till att ge dem några befogenheter som regenter, och Marie-Antoinette ville få besökte överstökat så fort som möjligt och visade henne inte ens sin privata tillflyktsort, Trianon.
I Österrikiska Nederländerna tvingades Maria Kristina och Albert år 1787 genomföra de radikala josefinska reformerna som Josef II meddelade genom Ludovico di Carlo Belgiojoso. Reformerna genomfördes trots att Maria Kristina förutspådde att det skulle leda till protester. Reformerna blev så impopulära att uppror hotade, och en folkmassa tågade 30 maj 1787 till slottet med krav på Belgiojosos avgång. Maria Kristina och Albert drog då tillbaka dekretet. Detta var en självständig akt som gjorde att Josef genast kallade dem och Belgiojoso tillbaka till Wien och sände dit Ferdinand av Trauttmansdorff med order om att undertrycka upproret med våld. I januari 1788 återvände paret till Bryssel. De Josefinska reformerna introducerades återigen, men mer försiktigt.
Franska revolutionen fick under sommaren 1789 återigen upproret att bryta ut i Österrikiska Nederländerna. Maria Kristina och Albert trotsade Josefs order att återvända till Wien men lämnade slottet Laeken och bosatte sig i själva Bryssel. Den 24 oktober 1789 utbröt revolutionen i Brabant. Den 18 november lämnade Maria Kristina och Albert motvilligt landet och reste till Bonn, medan upprorsarmén intog Bryssel 18 december. Maria Kristina fortsatte inte till Österrike utan stannade i Bonn varifrån hon försökte underhandla med de upproriska. Hennes brev till Ferdinand av Trauttmansdorff blev dock publicerade och misskrediterade henne i allmänna opinionen, och i januari 1790 utropade Hendrik van der Noot den självständiga republiken Belgien.
I februari 1790 efterträddes Josef II av Leopold II, till vilken Maria Kristina hade en bättre relation. De samarbetade om vilken politik som var lämplig för att återerövra Belgien, och i december 1790 kunde österrikarna återta Bryssel. Den 15 juni 1791 kunde Maria Kristina och Albert återta sina poster som regenter. De välkomnades vänligt men misstänksamt. Genom sitt goda samarbete med Leopold kunde Maria Kristina bli reellt politiskt aktiv. Hon samarbetade väl med Leopolds minister Franz Georg Karl von Metternich och skapade stabilitet genom en amnestipolitik. Paret bekräftades i sina poster av Leopolds efterträdare Frans II i mars 1792. I oktober 1792 invaderades området av fransmännen, och efter i slaget vid Jemappes 6 november 1792 tvingades de utrymma området när de ockuperades av Frankrike.
Paret bosatte sig efter vintern 1792–1793 i Münster först i Dresden i Alberts hemland, men flyttade 1794 till Wien. 